# Begoña Villacís
Villacís  Sánchez est un nom espagnol. Le premier nom de famille, en général paternel, est Villacís ; le second, en général maternel, souvent omis, est Sánchez.
Begoña Villacís Sánchez née le 4 novembre 1977 est une avocate et femme politique espagnole, membre de Ciudadanos. Elle est conseillère municipale de Madrid depuis le 13 juin 2015 et vice-maire de la ville depuis le 15 juin 2019.

## Biographie
Begoña Villacís est née à Madrid le 4 novembre 1977. Son père est José Villacís, docteur en sciences économiques, chroniqueur, auteur de romans et pièces de théâtre, fonctionnaire au ministère des Finances et professeur à l'université CEU San Pablo, et sa mère Marisol Sánchez Alonso est psychologue . Begoña est l’aînée d’une fratrie de trois enfants. Elle fréquente le collège La Salle San Rafael dans le quartier d’Argüelles. À 15 ans, elle part pour trois ans en Virginie aux États-Unis pour améliorer son anglais. De retour en Espagne, elle termine sa scolarité au collège Covadonga et décide de suivre des études de droit après avoir vu le film Douze Hommes en colère de Sidney Lumet. Elle étudie à l'université CEU San Pablo et l'université pontificale de Comillas. À 27 ans, elle épouse l'avocat Antonio Suárez-Valdés, dont elle est séparée et avec lequel elle a eu trois enfants,.

### Profession
Begoña Villacís est titulaire d'une licence en droit, obtenue à l'université pontificale de Comillas en 2000. Elle commence sa carrière chez Legálitas en 2003 en tant que responsable de droit de travail, commercial et fiscal. Elle participe à différents programmes télévisés comme El gato al agua sur Intereconomía ou Las mañanas de La1  sur TVE.

### Carrière politique
Le 24 mai 2015, son parti remporte sept sièges et elle est élue conseillère municipale de Madrid après avoir gagné les primaires par 357 voix contre 230 à Jaime Trabuchelli.
En février 2017, elle est nommée secrétaire à la Politique institutionnelle de Ciudadanos par Albert Rivera lors d'un congrès ordinaire.
En las elecciones municipales de mayo de 2019 en Madrid la candidatura de Ciudadanos, que encabezó  obtuvo once concejales (cuatro más que en 2015). Apoyó la investidura del candidato del PP, el alcalde José Luis Martínez-Almeida, con el que formó un gobierno de coalición PP+Cs, con el apoyo externo de Vox, ocupando Villacís el cargo de Vicealcaldesa.13
Lors des élections municipales du 26 mai 2019, Ciudadanos obtient 11 sièges de conseillers. Le parti apporte son soutien à l'investiture le 15 juin suivant comme maire du candidat du Parti populaire José Luis Martínez-Almeida, qui forme une coalition regroupant le PP et C's et Villacís devient vice-maire.